# Mexichromis porterae
Mexichromis porterae is een zeenaaktslak die behoort tot de familie van de Chromodorididae. Deze slak komt voor in het oosten van de Grote Oceaan, van de Californië tot Mexico.
De slak heeft op de rug een lange, dorsale lichtblauwe lijn, omzoomd met een brede donkerblauwe tot paarse band. De mantelrand bestaat uit een dunne witte lijn. De kieuwen en de rinoforen zijn blauw tot zwart. Vanaf de twee rinoforen vertrekken 2 gele lijnen, die tot aan de kieuwen reiken. De voet van de slak is vrij puntig en azuurblauw met een dunne witte streep in het midden. Ze wordt, als ze volwassen is, zo'n 35 mm lang.